# Аксёнов, Максим Олегович
Максим Олегович Аксёнов — российский учёный, доктор педагогических наук, профессор кафедры физического воспитания РЭУ, и заведующий лабораторией спортивной генетики при БГУ.

## Биография
Родился в 23 августа 1980 года в Барнауле (Алтайский край).
В 2003 году окончил Бурятский государственный университет по специальности «Физическая культура и спорт», в 2007 году там же защитил кандидатскую диссертацию на тему «Управление тренировочным процессом в пауэрлифтинге на основе современных информационных технологий», а в 2016 — докторскую, темой которой стало «Построение тренировочного процесса в тяжелоатлетических видах спорта с учётом генетических особенностей».
Свою преподавательскую карьеру учёный начал сразу после получения высшего образования. Сначала Аксёнов работал ассистентом, затем в 2007—2011 годах был старшим преподавателем в БГУ, а в 2015 году получил учёное звание доцента.
С 2012 по 2015 годы Максим Олегович работал заведующим лабораторией «Инновационные технологии подготовки спортсменов», а с 2015 на протяжении трёх лет — заведующим кафедрой теории физической культуры в БГУ.
В 2015 году учёный продолжил свою научно-исследовательскую деятельность в качестве заведующего лабораторией спортивной генетики при БГУ, а в 2018 году стал профессором кафедры физического воспитания Российского экономического университета имени Г. В. Плеханова и по совместительству главным научным сотрудником Лаборатории биоэнергетики спорта в Российском государственном университете физической культуры, спорта, молодёжи и туризма.
Кроме этого Максим Олегович является членом Федерации пауэрлифтинга Республики Бурятия. С 2003 по 2018 годы руководил комплексной-научной группой (КНГ) Центра спортивной подготовки «Школа высшего спортивного мастерства» по вольной борьбе и являлся членом наблюдательного совета Министерства спорта и молодёжной политики Республики Бурятия. Является членом Европейского колледжа спортивных наук, членом Диссертационного совета при Бурятском государственном университете, членом ассоциации компьютерных наук в спорте, федеральным экспертом научно-технической сферы.

## Научные интересы
В сферу научных интересов Максима Аксёнова входит теория и методика спортивной тренировки и спортивная генетика. В разные годы он преподавал студентам следующие дисциплины:
- лыжный спорт;
- отбор в спорте;
- теория периодизации подготовки спортсменов;
- математическая статистика в спорте;
- основы диссертационных исследований;
- научное руководство магистрантами и аспирантами;
- спортивная генетика.

В рамках работы в генетической лаборатории Максим Олегович руководит исследованиями, которые позволяют определить общую физическую подготовленность спортсмена и состояние организма в целом. Кроме этого, с помощью спортивной генетики возможно определение предрасположенности к науки, творчеству, спорту. Главным научным направлением в лаборатории является анализ ДНК, по которому можно узнать генетическую предрасположенность человека к спорту, а также определить уровень его спортивной одарённости.
Также Аксёновым была разработана научно-обоснованная методика, которая является основой специальной компьютерной программы «Спорт 3.0». Она лежит в основе авторской методики тренировочного процесса спортсменов тяжелоатлетических видов спорта. Аксёновым были определены средние возможные количественные и качественные параметры нагрузки пауэрлифтеров старших разрядов, их динамика и соотношение в основных средствах и структурных единицах тренировочного процесса пауэрлифтеров. В результате, программа была внедрена в учебный процесс Бурятского государственного университета, но и в учебно-тренировочный процесс подготовки спортсменов ведущих спортивных школ в городах Улан-Удэ, Барнаул, Краснодар, а также в практику организационно-методической работы Всероссийской федерации пауэрлифтинга, Федерации пауэрлифтинга Республики Бурятия и Федерации пауэрлифтинга Иркутской области.
С 2016 года проводит научные исследования на выборке высококвалифицированных спортсменов тяжелоатлетических видов спорта по исследованию полиморфизмов гена Миостатина. В частности, Максимом Олеговичем было установлено, что мутация K153R имеет связь с эффективностью тренировки и положительно сказывается на соревновательных результатах спортсменов. Разработал основы спортивной генетики, необходимые для формирования знаний о генетических маркерах спортивных задатков.
Учёный ведёт совместные научно-исследовательские проекты с Немецким спортивным университетом в Кёльне, c Факультетом спортивной науки Рурского университета в городе Бохум, с институтом биомедицинских наук Вильнюсского университета в Литве.
Также Аксёнов участвует в различных грантах, среди которых выигранные в разные годы гранты БГУ (2011, 2017), грант Совета молодых учёных Республики Бурятия (2012), грант Российского государственного научного фонда (2012), Грант Министерства образования и науки Российской Федерации (2015—2016), гранты РФФИ (2018) и другие. Кроме этого Максим Олегович трижды получал премию Правительства Республики Бурятия в номинации «Лучший молодой учёный Республики Бурятия».

## Скандал вокруг БГУ
В 2018 году появилось общественное мнение что профессор Максим Олегович Аксёнов вынужден был сменить место работы и переехать в Москву в связи с отсутствием поддержки ректора БГУ Николая Ильича Мошкина и не создании условий для реализации финансируемых научных проектов учёного. Позднее эта версия была опровергнута.